# 4303 Savitskij
4303 Savitskij (1973 SZ3) là một tiểu hành tinh vành đai chính được phát hiện ngày 25 tháng 9 năm 1973 bởi L. V. Zhuravleva ở Nauchnyj. Nó được đặt theo tên Russian aviator Yevgeniy Savitskiy.